# Рандолф (Массачусетс)
Рандолф (англ. Town of Randolph) — город в округе Норфолк штата Массачусетс, США. Рандолф, начиная с 2010 года, управляется как населённый пункт статуса «сити», несмотря на то, что официально в названии города указано, что это «таун» (Town). Он является одним из пригородов Бостона и входит в городскую агломерацию «Большой Бостон».

## История
Город Рандолф был основан в 1793 году на основе южного округа города Брейнтри и назван в честь Пейтона Рэндолфа, первого президента американского Первого Континентального конгресса. С самого своего основания жители города и окрестных поседений основали здесь множество обувных и сапожных мастерских та, что к 1850 году Рандолф превратился в ведущего в США производителя обуви, поставлявшего свою продукцию вплоть до Калифорнии и Австралии и привлекавший рабочих на свои предприятия из всей Новой Англии, а также из Канады, Ирландии, и затем и из Италии. К началу ХХ столетия тем не менее производство обуви в городе было вытеснено крупными предприятиями с массовым производством в других регионах страны, и Рандолф превратился в жилой район для переехавших сюда из Бостона, но работающих в различных уголках штата граждан.

## Население
Согласно оценке от 2019 года, в городе Рандолф проживало 34.362 человека. По расовому происхождению 32,1% из них были белые, 44,7% негры, 0,1% американские индейцы, 13,2% - выходцы из стран Азии, 8,8% латиноамериканцы, 3,2% отнесли себя по происхождению к представителям двух или более рас. За последние 150 лет население Рандолфа выросло почти в 10 раз, в 1850 году здесь насчитывались 4.741 житель.
Среднегодовой доход на семью в 2021 году составлял 82.510 долларов США, за чертой бедности проживало 8,6% населения.

## Известные граждане
- Мэри Элеонор Уилкинс Фримен (1852–1930), писательница.
- Бенджамин Айд Уилер (1854–1927), филолог и президент университета Беркли (Калифорния в 1899–1919).